# Betsy Mitchell
Elizabeth „Betsy“ Mitchell (* 15. Januar 1966 in Cincinnati) ist eine ehemalige Schwimmerin aus den Vereinigten Staaten. Bei Olympischen Spielen gewann sie eine Goldmedaille und zwei Silbermedaillen. Bei den Weltmeisterschaften 1986 in Madrid wurde sie Weltmeisterin über 100 Meter Rücken und gewann zudem vier Silbermedaillen.

## Karriere
Betsy Mitchell begann ihre Karriere bei den Marietta Ohio Y Marlins. Sie besuchte dann die Mercersburg Academy und ging 1983 an die University of North Carolina. Nach einem Jahr wechselte sie an die University of Texas. Sie gewann sieben Titel der NCAA, zwei Mannschaftsmeisterschaften der NCAA und elf Meisterschaften der Amateur Athletic Union.
Bei den Olympischen Spielen 1984 in Los Angeles schwamm Mitchell im Vorlauf über 100 Meter Rücken die schnellste Zeit. Im Finale siegte ihre Landsfrau Theresa Andrews mit 0,12 Sekunden Vorsprung vor Mitchell. Mit ihrer Vorlaufzeit hätte Mitchell gewonnen. Drei Tage später qualifizierten sich Betsy Mitchell, Susan Rapp, Jenna Johnson und Carrie Steinseifer mit der schnellsten Vorlaufzeit für das Finale in der 4-mal-100-Meter-Lagenstaffel. Im Endlauf schwammen Theresa Andrews, Tracy Caulkins, Mary T. Meagher und Nancy Hogshead eine Sekunde schneller als die Vorlaufstaffel und gewannen mit dreieinhalb Sekunden Vorsprung vor der Staffel aus der Bundesrepublik Deutschland. Erstmals erhielten 1984 auch Schwimmerinnen Medaillen, die nur im Vorlauf eingesetzt worden waren. In der Lagenstaffel wurden somit acht Schwimmerinnen mit der Goldmedaille geehrt.
Ein Jahr später bei den Pan Pacific Swimming Championships 1985 in Tokio gewann Mitchell über 100 Meter Rücken und mit der 4-mal-100-Meter-Freistilstaffel. Über 200 Meter Rücken wurde sie Dritte hinter ihrer Landsfrau Andrea Hayes und der Australierin Georgina Parkes.
1986 bei den Weltmeisterschaften in Madrid gingen nur zwei Titel an Schwimmerinnen aus den Vereinigten Staaten. Mary T. Meagher siegte über 200 Meter Schmetterling und Betsy Mitchell gewann über 100 Meter Rücken. Mitchell siegte dabei mit 0,43 Sekunden Vorsprung vor Kathrin Zimmermann aus der DDR. Über 200 Meter Rücken war Betsy Mitchell als Weltrekordlerin angereist. Sie wurde jedoch von ihrer Vorgängerin als Weltrekordhalterin Cornelia Sirch aus der DDR mit 0,02 Sekunden Vorsprung geschlagen. Außerdem gewann Betsy Mitchell drei weitere Silbermedaillen in den Staffeln jeweils hinter dem Quartett aus der DDR. Die 4-mal-100-Meter-Freistilstaffel mit Jenna Johnson, Dara Torres, Mary T. Meagher und Betsy Mitchell hatte dreieinhalb Sekunden Rückstand. Die 4-mal-200-Meter-Staffel mit Betsy Mitchell, Mary T. Meagher, Kimberley Brown und Mary Wayte lag fast drei Sekunden zurück und die 4-mal-100-Meter-Lagenstaffel mit Betsy Mitchell, Jennifer Hau, Mary T. Meagher und Jenna Johnson schlug über zweieinhalb Sekunden nach der Siegermannschaft an.
Bei den Olympischen Spielen 1988 in Seoul trat Mitchell in zwei Disziplinen an. Über 100 Meter Rücken wurde sie Vierte mit über einer Sekunde Rückstand auf die drittplatzierte Cornelia Sirch und mit 0,07 Sekunden Vorsprung auf ihre Landsfrau Beth Barr. Zwei Tage später erreichten Betsy Mitchell, Tracey McFarlane, Mary T. Meagher und Dara Torres mit der zweitschnellsten Zeit das Finale. Im Endlauf schwammen Beth Barr, Tracey McFarlane, Janel Jorgensen und Mary Wayte zweieinhalb Sekunden schneller als die US-Staffel im Vorlauf. Alle sieben eingesetzten Schwimmerinnen erhielten die Silbermedaille hinter der Staffel aus der DDR.
Nach ihrer aktiven Laufbahn war Betsy Mitchell auf administrativer Ebene im Schwimmsport tätig. Sie war Trainerin am Dartmouth College, Leiterin des Sportprogramms an der Laurel School in Ohio und danach Sportdirektorin am Allegheny College in Meadville, Pennsylvania. 2011 wurde sie in gleicher Funktion ans California Institute of Technology bestellt.
Im Jahr 1986 wurde Mitchell zu Amerikas Schwimmerin des Jahres gewählt. 1998 wurde sie in die Ruhmeshalle des internationalen Schwimmsports aufgenommen.